# Camponotus fulvopilosus
Camponotus fulvopilosus is een mierensoort uit de onderfamilie van de schubmieren (Formicinae). De wetenschappelijke naam van de soort is voor het eerst geldig gepubliceerd in 1778 door De Geer.